# Mollete

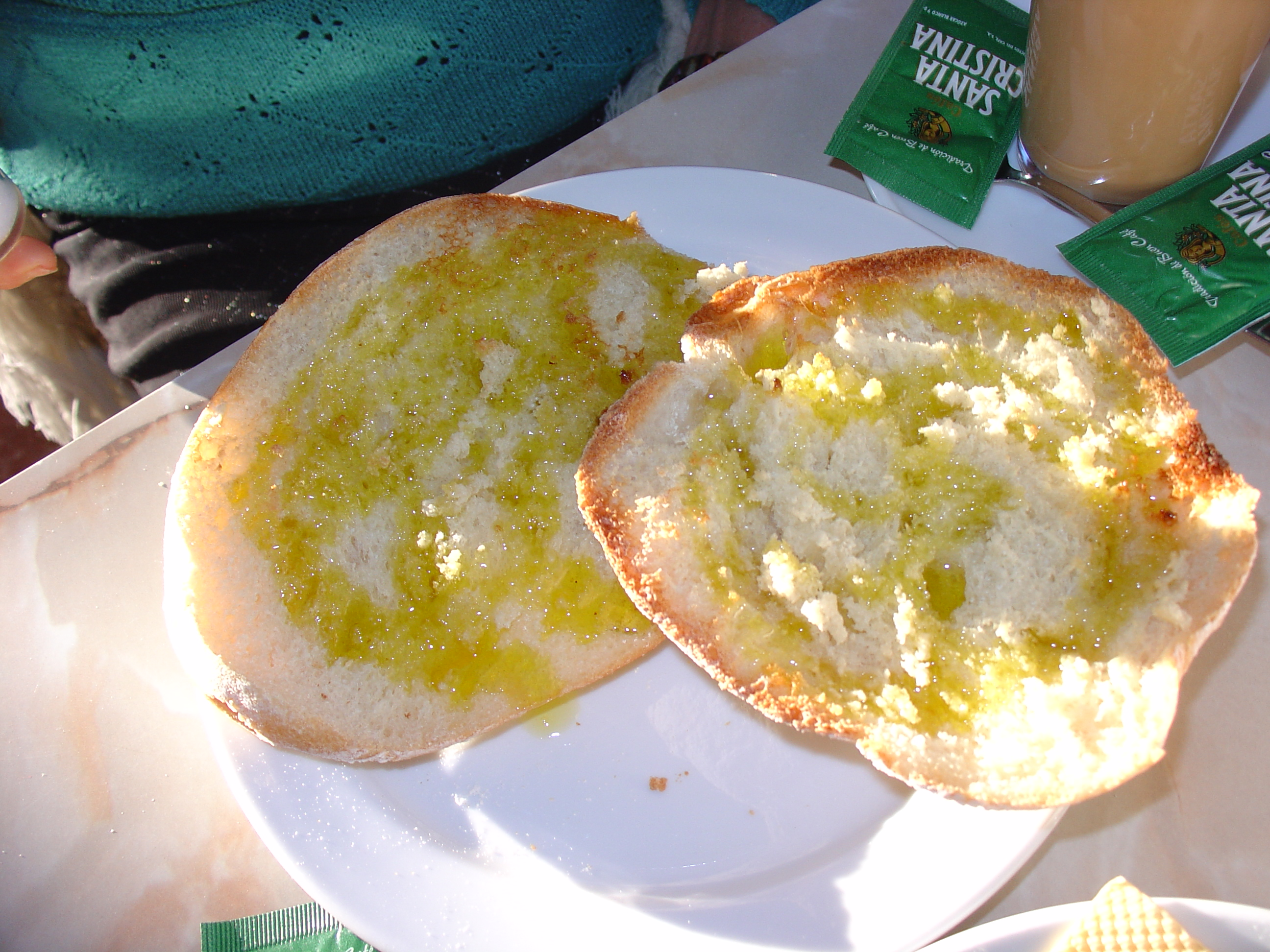
El Mollete d'Archidona

El mollete o en català bolló és un tipus de pa.

## Andalusia
A Espanya i en especial a Andalusia es coneix com a Mollete un pa de molla tova. És el protagonista conjuntament amb l'oli d'oliva del típic esmorzar andalús. Són famosos a Antequera, on compten amb denominació d'origen.

## Mèxic
Al Mèxic s'acostuma a menjar per a berenar o esmorzar i es pot prendre dolç o salat. Si és dolç sol anar acompanyat de melmelada i salat de frijoles (mongetes mexicanes). En alguns llocs també sol fer-se amb embotits derivats del porc, o amb salses picants, chile verde i tomàquet.